# Saint-Aubin-le-Cloud
Saint-Aubin-le-Cloud – miejscowość i gmina we Francji, w regionie Nowa Akwitania, w departamencie Deux-Sèvres.
Według danych na rok 1990 gminę zamieszkiwało 1901 osób, a gęstość zaludnienia wynosiła 45 osób/km² (wśród 1467 gmin regionu Poitou-Charentes Saint-Aubin-le-Cloud plasuje się na 149. miejscu pod względem liczby ludności, natomiast pod względem powierzchni na miejscu 64.).